# Хоральная синагога (Могилёв)

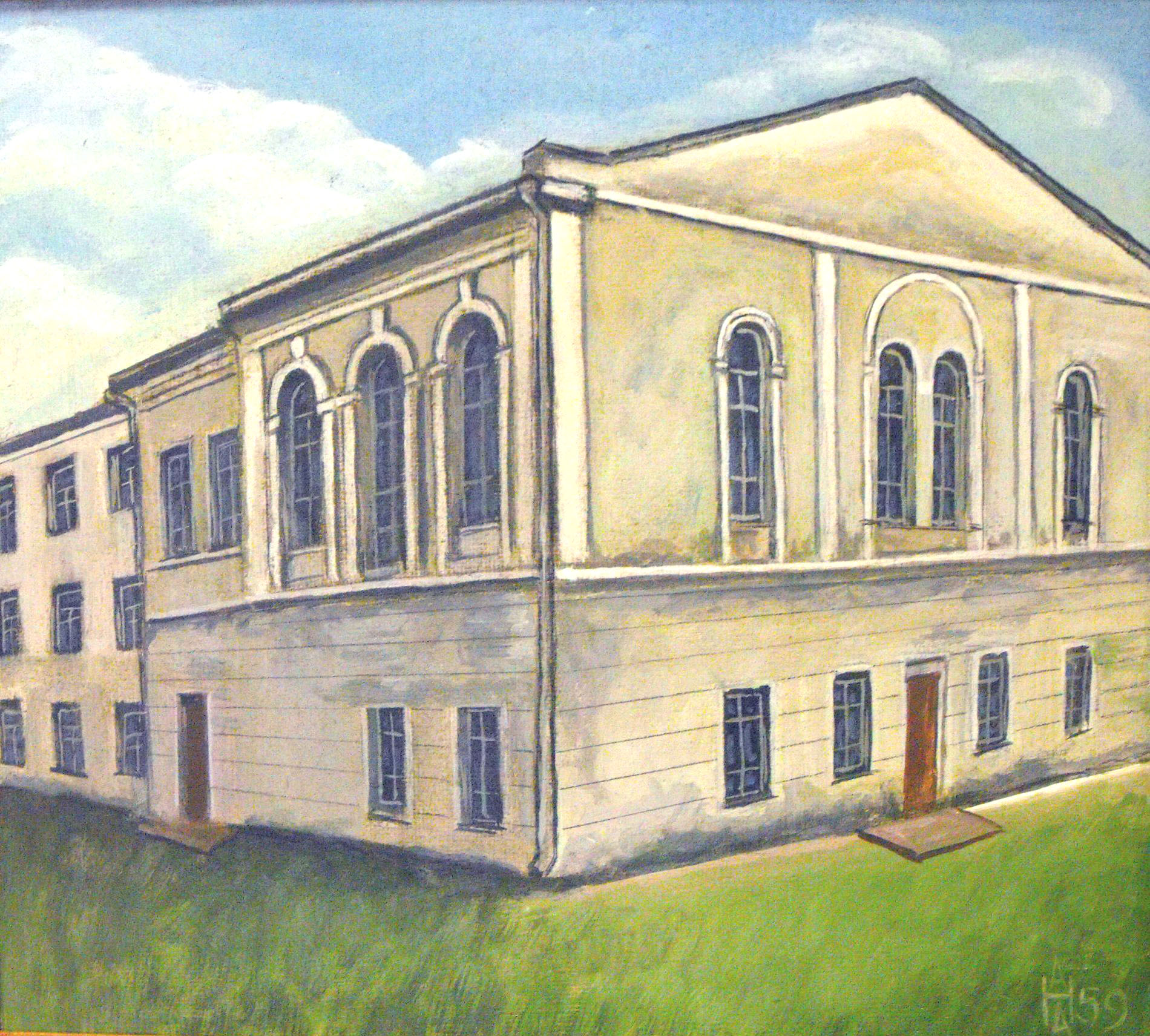
Могилев, синагога Цукермана, 1959 год. Сделана в 1967 году по акварели 1959 года. Яичная темпера. Художник — Анатолий Наливаев

Хоральная синагога в Могилёве, также известная как синагога Цукермана (Сінагога Цукермана) — до Октябрьской революции, главная синагога Могилева, расположенная на Большой Садовой улице. Служила для сборов и молений городского купечества.
В начале 19-го века здесь располагался дворец католических архиепископов (С. Богуша-Сестренцевича). После пожара площадь здания сократилась, во второй половине XIX века его купил местный еврейский купец Барух Цукерман, который перестроил руины дворца бывшего епископа в центральную хоральную синагогу. Еврейская энциклопедия Брокгауза и Ефрона указывала, что в городе «существуют (1911 г.) тридцать восемь синагог и молелен, из коих тринадцать принадлежат хасидам».
Синагога была открыта в 1900 году, функционировала как резиденция раввина города. В 1925 году закрыта, с 1929 года здесь размещался кинотеатр, а позже профсоюзы.
Сегодня существует как спортивная школа для молодежи, которая обучает будущих олимпийцев Республики Беларусь, власти отказываются вернуть здание местной еврейской общине, объясняя это социальными потребностями населения Могилева.
Адрес: улица Ленинская 25. Мемориальная доска на здании рассказывает об истории дворца, но не синагоги.